# Max Oravin

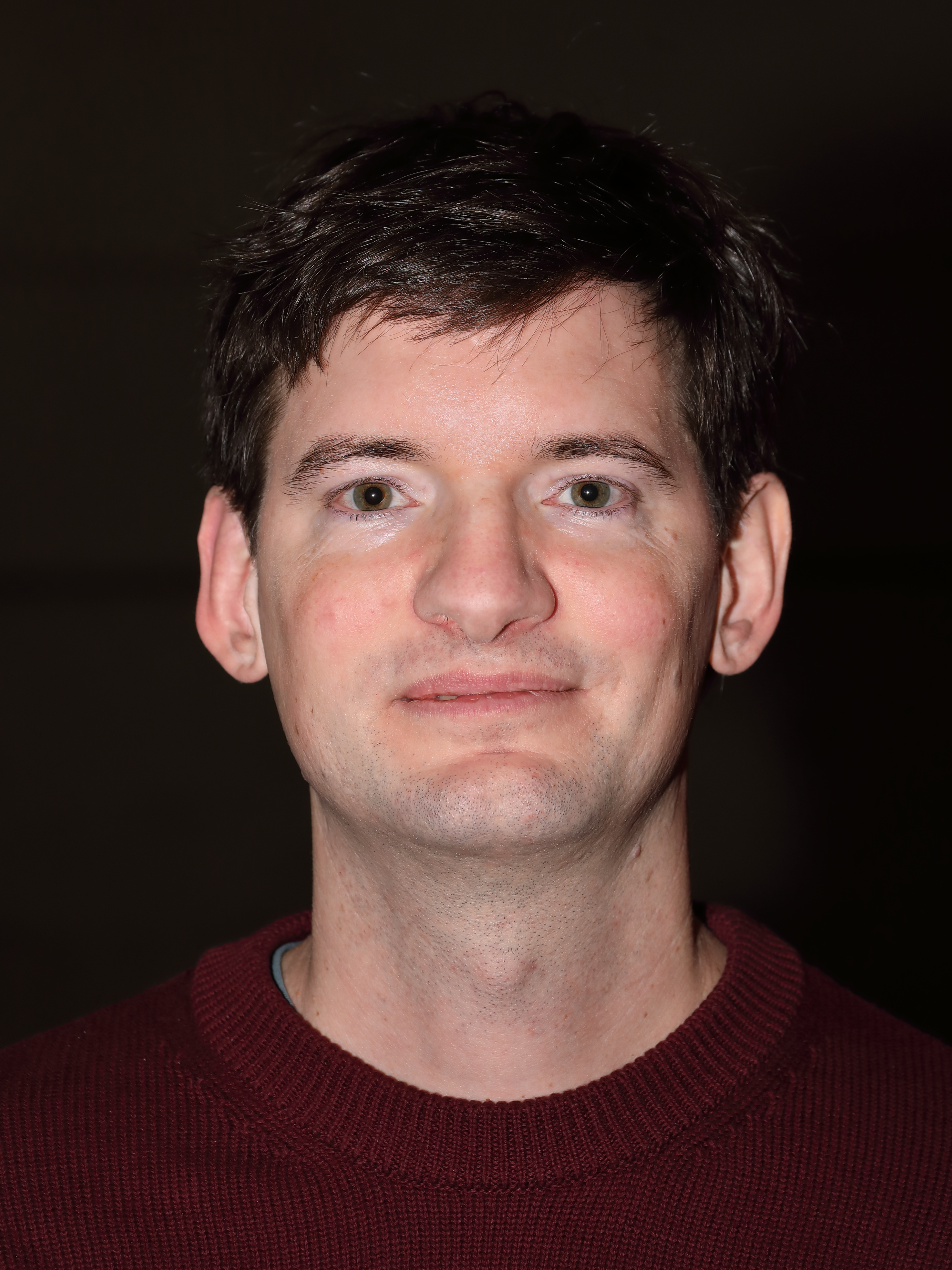
Max Oravin

Max Oravin (* 1984 in Leoben oder Graz) ist ein österreichischer Schriftsteller und audiovisueller Performer.

## Leben
Max Oravin wuchs in Graz auf. Seine audiovisuellen Textperformances wurden unter anderem am Meridian Czernowitz und am Elevate Festival gezeigt und mit 2017 und 2019 mit Startstipendien für Literatur des Bundeskanzleramtes gefördert. Von 2013 bis 2018 war er Teil des Netzwerkes Babelsprech für junge deutschsprachige Lyrik. Seine Texte wurden in Literaturzeitschriften und Anthologien veröffentlicht, unter anderem in Lichtungen, Jenny und Jetzt 3.
Sein 2024 im Literaturverlag Droschl veröffentlichter Debütroman Toni & Toni wurde im August 2024 für den Deutschen Buchpreis nominiert. Der Roman handelt von einer Tänzerin und dem namensgleichen Erzähler. Das Paar stand mit einer Tanzperformance kurz vor dem Durchbruch, nach einem Unfall versuchen die beiden, zurück in ein gemeinsames Leben zu finden.

## Publikationen (Auswahl)
- 2024: Toni & Toni, Roman, Droschl, Graz 2024, ISBN 978-3-99059-163-5

## Auszeichnungen und Nominierungen
- 2024: Longlist des Deutschen Buchpreises mit Toni & Toni[5]
- 2025: Shortlist zum Literaturpreis der Stadt Fulda mit Toni & Toni[7]